# Laura Ayres
Pour les articles homonymes, voir Ayres.
Laura Guilhermina Martins Ayres (née le 1er juin 1922 à Loulé et morte le 16 janvier 1992 à Lisbonne) est une virologue portugaise, connue notamment pour avoir été une pionnière de l'étude du syndrome d'immunodéficience acquise au Portugal.

## Biographie
Laura Martins Ayres naît en 1992 à Loulé, dans le quartier de São Sebastião, puis étudie la médecine à l'université de Lisbonne, dont elle est diplômée en 1946. Elle y devient ensuite enseignante en santé publique.
Elle étudie la virologie à Londres puis devient coordinatrice de recherches à l'institut national Ricardo Jorge. Elle fonde le laboratoire de virologie de l'institut et en prend la tête en 1956. Elle fonde également un centre national de la grippe, un registre national des difformités congénitales et un centre de surveillance épidémique pour les maladies contagieuses ; elle les dirige tous les trois.
En 1979 et 1980, elle mène la première enquête sérologique dans le pays afin de combattre les maladies infectieuses qui peuvent être évitées par la vaccination.
En 1983, elle est sous-directrice de l'institut Ricardo Jorge. Elle est également présidente du comité de recherche sur la santé publique de l'Union européenne.
En 1985, elle prend la tête du groupe de travail portugais sur le sida,, après un premier cas clinique identifié en octobre 1983 dans le pays. En 1990, le groupe de travail devient une commission nationale. Elle joue un rôle important dans les médias pour la compréhension du sida par le grand public et pour la prévention du syndrome.
Elle meurt le 16 janvier 1992 d'une hémorragie cérébrale.

## Distinctions
- Grand officier de l'ordre de Sant'Iago de l'Épée

## Postérité
En 1963, elle reçoit le prix Ricardo Jorge pour son travail sur le trachome.
En 1990, elle reçoit le titre d'officier puis en 1992, à titre posthume, le titre de grand officier de l'Ordre de Sant'Iago de l'Épée.
Une rue porte son nom à Loulé, une autre à Montijo.